# Маріана Драгуцан
Маріана Драгуцан (рум. Mariana Draguțan; нар. 30 листопада 1999) — молдовська борчиня вільного стилю, бронзова призерка чемпіонату світу, бронзова призерка чемпіонату Європи, багаторазова призерка чемпіонатів світу та Європи в молодших вікових групах, чемпіонка Європи серед молоді.

## Спортивні результати на міжнародних змаганнях

### Виступи на Чемпіонатах світу
| Змагання                        | Збірна  | Вагова категорія          | Місце  |
| ------------------------------- | ------- | ------------------------- | ------ |
| Чемпіонат світу з боротьби 2022 | Молдова | жіноча боротьба, до 55 кг | 5      |
| Чемпіонат світу з боротьби 2023 | Молдова | жіноча боротьба, до 55 кг | Бронза |

### Виступи на Чемпіонатах Європи
| Змагання                         | Збірна  | Вагова категорія          | Місце  |
| -------------------------------- | ------- | ------------------------- | ------ |
| Чемпіонат Європи з боротьби 2019 | Молдова | жіноча боротьба, до 55 кг | 5      |
| Чемпіонат Європи з боротьби 2020 | Молдова | жіноча боротьба, до 55 кг | 5      |
| Чемпіонат Європи з боротьби 2021 | Молдова | жіноча боротьба, до 55 кг | 9      |
| Чемпіонат Європи з боротьби 2022 | Молдова | жіноча боротьба, до 55 кг | Бронза |
| Чемпіонат Європи з боротьби 2023 | Молдова | жіноча боротьба, до 55 кг | 10     |

### Виступи на Кубках світу
| Змагання                    | Збірна  | Вагова категорія          | Місце |
| --------------------------- | ------- | ------------------------- | ----- |
| Кубок світу з боротьби 2020 | Молдова | жіноча боротьба, до 55 кг | 5     |

### Виступи на інших змаганнях
| Змагання                                                       | Збірна  | Вагова категорія          | Місце  |
| -------------------------------------------------------------- | ------- | ------------------------- | ------ |
| Меморіал Іона Корнеану і Ладислава Сімона 2019                 | Молдова | жіноча боротьба, до 53 кг | 4      |
| Національний кубок України з боротьби 2020                     | Молдова | жіноча боротьба, до 53 кг | Бронза |
| Київський Міжнародний турнір з боротьби 2021                   | Молдова | жіноча боротьба, до 50 кг | 5      |
| Олімпійський кваліфікаційний турнір з боротьби 2020 (Будапешт) | Молдова | жіноча боротьба, до 50 кг | 7      |
| Олімпійський кваліфікаційний турнір з боротьби 2020 (Софія)    | Молдова | жіноча боротьба, до 50 кг | 10     |
| Меморіал Іона Корнеану і Ладислава Сімона 2021                 | Молдова | жіноча боротьба, до 53 кг | Срібло |
| Турнір Дана Колова — Николи Петрова 2022                       | Молдова | жіноча боротьба, до 53 кг | 13     |
| Меморіал Маттео Пелліконе 2022                                 | Молдова | жіноча боротьба, до 53 кг | Срібло |
| Відкритий чемпіонат Загреба з боротьби 2023                    | Молдова | жіноча боротьба, до 55 кг | Срібло |
| Меморіал Імре Поляка та Яноша Варги 2023                       | Молдова | жіноча боротьба, до 55 кг | 5      |
| Меморіал Іона Корнеану і Ладислава Сімона 2023                 | Молдова | жіноча боротьба, до 55 кг | Золото |

### Виступи на змаганнях молодших вікових груп
| Змагання                                       | Збірна  | Вагова категорія          | Місце  |
| ---------------------------------------------- | ------- | ------------------------- | ------ |
| Чемпіонат Європи з боротьби серед кадетів 2015 | Молдова | жіноча боротьба, до 43 кг | Бронза |
| Чемпіонат світу з боротьби серед кадетів 2015  | Молдова | жіноча боротьба, до 43 кг | 15     |
| Чемпіонат Європи з боротьби серед кадетів 2016 | Молдова | жіноча боротьба, до 49 кг | 14     |
| Чемпіонат Європи з боротьби серед кадетів 2017 | Молдова | жіноча боротьба, до 52 кг | Бронза |
| Чемпіонат світу з боротьби серед кадетів 2017  | Молдова | жіноча боротьба, до 52 кг | 5      |
| Чемпіонат Європи з боротьби серед юніорів 2018 | Молдова | жіноча боротьба, до 53 кг | 7      |
| Чемпіонат світу з боротьби серед юніорів 2018  | Молдова | жіноча боротьба, до 50 кг | 13     |
| Чемпіонат Європи з боротьби серед юніорів 2019 | Молдова | жіноча боротьба, до 55 кг | 5      |
| Чемпіонат світу з боротьби серед юніорів 2019  | Молдова | жіноча боротьба, до 55 кг | 11     |
| Чемпіонат Європи з боротьби серед молоді 2021  | Молдова | жіноча боротьба, до 53 кг | 5      |
| Чемпіонат світу з боротьби серед молоді 2021   | Молдова | жіноча боротьба, до 53 кг | 5      |
| Чемпіонат Європи з боротьби серед молоді 2022  | Молдова | жіноча боротьба, до 53 кг | Золото |
| Чемпіонат світу з боротьби серед молоді 2022   | Молдова | жіноча боротьба, до 53 кг | 7      |
| Чемпіонат Європи з боротьби серед молоді 2023  | Молдова | жіноча боротьба, до 53 кг | Бронза |
| Чемпіонат світу з боротьби серед молоді 2023   | Молдова | жіноча боротьба, до 53 кг | Срібло |